# Ina, Peter und die Rasselbande
Ina, Peter und die Rasselbande ist ein deutscher Spielfilm von Fritz Genschow aus dem Jahr 1955. Genschow führte nicht nur Regie, sondern wirkte auch am Drehbuch mit, produzierte den Film und übernahm eine tragende Rolle in diesem.

## Handlung
Die noch nicht einmal zehn Jahre alten Geschwister Ina und Peter haben keine Eltern mehr. Sie werden deshalb vom Jugendamt in ein Waisenhaus eingewiesen, das unter der Leitung von Frau Schubert steht. Die Kinder tun sich schwer mit der neuen Umgebung. Die dort untergebrachten Kinder sind gerade damit beschäftigt, ein anstehendes Fest zu planen, bei dem das Motto noch offen ist. Die Jungen wollen ein Struwwelpeter-Fest feiern, die Mädchen jedoch ein Blumenkinder-Fest. Ina und Peter werden in die Vorbereitungen eingebunden, was ihnen hilft, sich besser einzugewöhnen. Tobbi, ein Journalist, der mit den Kindern befreundet ist, schlägt ihnen vor, einen Wettbewerb daraus zu machen, welches Thema die Kinder umsetzen. Er stellt sich auch gleich als Schiedsrichter zur Verfügung, darüber zu entscheiden, welches der beiden Themen die Kinder besser umgesetzt haben.
Alle Kinder machen sich sogleich voller Tatendrang daran, ihre jeweiligen Ideen umzusetzen. In ihrem Übereifer agieren sie hin und wieder auch lauter als das Ehepaar Krusenboom, das in direkter Nähe zum Waisenhaus wohnt, hinzunehmen bereit ist. Mehr als einmal geraten vor allem Ina und Peter mit dem Ehepaar aneinander, deren Verärgerung so groß ist, dass dessen Überlegungen dahin gehen, dafür zu sorgen, dass das Waisenhaus geschlossen wird. 
Es gelingt Ina und Peter jedoch nach und nach, das Herz des ehemaligen Militärmusikers und seiner Frau zu erweichen und deren Ablehnung in Zuneigung zu verwandeln, was dazu führt, dass sie letztendlich eine neue Heimat bei den Krusenbooms finden.

## Produktion

### Dreharbeiten, Hintergrund
Der Film wurde in einem Behelfsatelier im Hildegard-Wegscheider-Kinderheim in Berlin-Wannsee produziert. Auch die Außenaufnahmen entstanden in Berlin-Wannsee.
Produzent Genschow wollte mit diesem realistischen Film (er drehte sonst zahlreiche Märchenverfilmungen) einerseits das „Kinderpublikum lustig unterhalten“ und andererseits „die Herzen der Erwachsenen anrühren für das unverschuldete Unglück dieser Kinder, heimatlos zu sein.“

### Veröffentlichung
Am 3. April 1955 erlebte Ina, Peter und die Rasselbande im Gloria-Palast in Berlin seine Premiere.
Der Film wurde von der VZ-Handelsgesellschaft am 28. November 2017 auf DVD herausgegeben.

## Kritik
Das Lexikon des internationalen Films urteilte harsch und kritisierte das Werk als „(k)aum unterhaltend und zu oberflächlich, um pädagogischen Ansprüchen zu genügen“. Der Kinderfilm wolle die neckische und süßliche Spielhandlung dazu benutzen, um kindliche Unarten anzuprangern und bis 10-Jährige auf soziales Verhalten vorbereiten. Margarete Erber-Groiss bezeichnete zusammenfassend den Film als „Kindertümelei“ bei „klischeehafter Darstellung“.